# Love Grammar
«Love Grammar» es una canción del cantante británico John Parr, publicada en 1985 como el tercer corte de cuatro sencillos que se lanzaron de su álbum debut John Parr. La letra y la producción quedaron a cargo del propio cantante.

## Contenido
Se publicó por primera vez en mayo de 1985 como el tercer sencillo del álbum debut John Parr en Estados Unidos, luego del lanzamiento de «Magical», segundo corte del disco y que llegó al puesto número 73 en el Billboard Hot 100. Al igual que «Magical», «Love Grammar» no fue muy tocada en las radios, lo que produjo que toda la atención se centre en su siguiente sencillo «St. Elmo's Fire (Man in Motion)», publicada en el mes de junio y que se convirtió en el primer y único número uno del músico británico en Estados Unidos. Luego del éxito de «St. Elmo's Fire (Man in Motion)», «Love Grammar» se volvió a publicar en una versión remezclada en noviembre de 1985 con «Trate me Like an Animal» como lado B. Como resultado, la canción cosechó cierto éxito en Estados Unidos, habiendo logrado la posición número 89 en el Billboard Hot 100 después de haber debutado en el puesto 92 en dicha lista.

## Track listing
7" Single (primer lanzamiento)
1. "Love Grammar" - 3:59
2. "Heartbreaker" - 5:26

7" Single (segundo lanzamiento)
1. "Love Grammar (Vocal/Special Remix Edit)" - 3:35
2. "Treat Me Like an Animal" - 5:26

7" Single (segundo lanzamiento)
1. "Love Grammar (Vocal/LP Version)" - 3:59
2. "Love Grammar (Vocal/Special Remix Edit)" - 3:35

7" Single (American promo)
1. "Love Grammar (LP Version)" - 3:59
2. "Love Grammar (LP Version)" - 3:59

12" Single (American promo)
1. "Love Grammar (LP Version)" - 3:59
2. "Love Grammar (LP Version)" - 3:59

- Datos: Q16997025